# برونو مونتيرو
برونو مونتيرو (5 أكتوبر 1984 بفافي في البرتغال - ) هو لاعب كرة قدم برتغالي في مركز الدفاع. لعب مع نادي بوافيشتا ونادي تونديلا ونادي فيتوريا سيتوبال ونادي فريموند ‏ وAD Fafe ‏ ونادي تيرسينس ‏ ونادي سانتا كلارا.

## روابط خارجية
- برونو مونتيرو على موقع قاعدة بيانات كرة القدم.إي يو (الإنجليزية)
- برونو مونتيرو على موقع Soccerway.com (الإنجليزية)